# Lámpara de filamentos LED

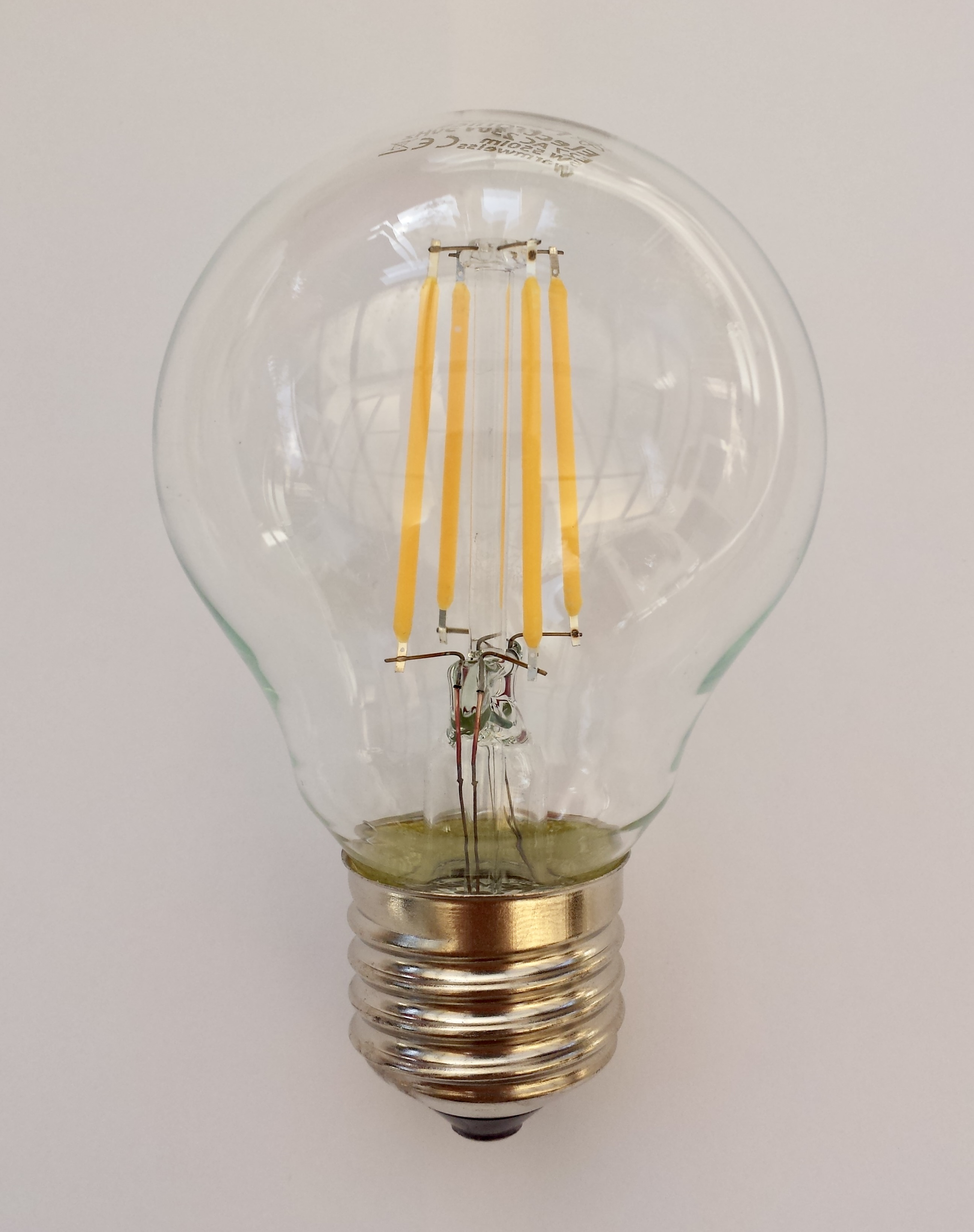
Una lámpara de filamento led de 5 W y 550 lm con rosca E27.

Una lámpara de filamento LED es una bombilla eléctrica que produce luz con un led que tiene forma parecida al filamento de una bombilla incandescente clásica.

## Historia y diseño
En 2008 Ushio Lighting produce la primera lámpara con un diseño de filamento led, intentando imitar la apariencia de una bombilla estándar. Las bombillas contemporáneos utilizaban típicamente un solo led grande o una matriz de los ledes unidos a un gran disipador de calor - por lo que este tipo de lámparas producían luz en un rango limitado de 180 grados. A mediados de 2010 los filamentos de led ya se distribuían en el mercado por varios fabricantes - estos diseños utilizan varios filamentos productores de luz led dispuestos con el mismo patrón o similar a la que se encuentra en los cables de una bombilla incandescente clásica.
El filamento led está compuesto por una serie de ledes sobre un sustrato transparente, denominado Chip-On-Glass (COG). Estos sustratos transparentes están hechos de materiales de vidrio o zafiro. Esta transparencia permite que la luz emitida se disperse continua y uniformemente sin ninguna interferencia. Un recubrimiento uniforme de fósforo en un material aglutinante de resina de silicona convierte la luz azul generada por los ledes en una mezcla de luz roja, azul y verde para crear una temperatura de luz especificada. El principal beneficio del uso de estos ledes es que se pueden obtener mayores eficiencias energéticas con menores corrientes.
Uno de los problemas de estos diseños es que la vida útil de los emisores de led se reduce por altas temperaturas de funcionamiento, en ausencia de un disipador de calor las lámparas de filamento led pueden utilizar un gas de alta conductividad térmica dentro de la bombilla para ayudar a la disipación de calor.